# Arbayistan
L'Arbayistan (in siriaco: Bēṯ ʿArbāyē) è il nome di una provincia dell'impero persiano dei Sasanidi, identificabile con la Mesopotamia settentrionale ad esclusione dell'Osroene. Confinava ad est con l'Adiabene e a sud con il Beth Garmai (o Garmakan); a nord e ad ovest l'Arbayistan confinava con l'impero bizantino. Proprio perché terra di confine, la regione vide spesso aspre battaglie fra gli eserciti imperiali bizantino e persiano.
La regione era abitata per lo più da cristiani di lingua siriaca, molti dei quali di etnia araba, da cui proveniva il nome di Arbayistan. Nel nord v'era un'importante comunità di armeni, mentre il nord-est era per lo più abitato da tribù curde; sensibile era la presenza di comunità ebraiche. Città principali della provincia erano Nisibis, che ne era la capitale, Amida (l'odierna Diyarbakır), Balad, Hatra e Singara.
Con il nome di Bēṯ ʿArbāyē, l'Arbayistan fu una della province ecclesiastiche della Chiesa d'Oriente, istituite al concilio di Seleucia-Ctesifonte del 410.